# Matka Joanna od Aniołów (opowiadanie)
Matka Joanna od Aniołów – opowiadanie Jarosława Iwaszkiewicza. Autor ukończył je w 1942 roku. Wydane zostało po raz pierwszy w 1946 roku w tomie opowiadań Nowa miłość i inne opowiadania. W wersji pojedynczej w 1975 roku.
Treść, oparta na faktach, nawiązuje do głośnego przypadku opętania zakonnic we francuskim mieście Loudun w XVII wieku (fr. Possessions de Louviers). Autor jednak przeniósł miejsce akcji na wschodnie kresy Rzeczypospolitej, do miasteczka Ludyń.

## Fabuła
Czas akcji – w utworze nie jest dokładnie podana data. Pora jesienna, co sprzyja budowaniu klimatu pełnego mroku i grozy.
Miejsce akcji – Ludyń, mała miejscowość na krańcach Rzeczypospolitej, w której dzieją się tajemnicze wydarzenia. Jezuita Suryn, na polecenie władz duchownych jedzie do Ludynia, w którym doszło do niezwykłego wydarzenia. Grupa mniszek z miejscowego klasztoru urszulanek, na czele z przeoryszą Joanną, została opętana przez złe duchy. Wkrótce przybywa na miejsce i wraz z innymi obecnymi kapłanami rozpoczyna serię egzorcyzmów. Jednak mimo wysiłków nie udaje się im wypędzić demonów z ciała przeoryszy Joanny. Sam Suryn, będąc w pobliżu matki Joanny, odczuwa coraz większe napięcie i niepokój. Nie uświadamia sobie, że pokochał Joannę ziemską miłością.
Choć występują w utworze wydarzenia paranormalne, nie brak również – nawet ze strony duchownych (ksiądz Brym) – głosów sceptycyzmu i krytyki. Autor wprowadza czytelnika w mroczny świat poczucia winy, grzechu, braku wiary. Ojciec Suryn to dorosły mężczyzna, jednak nie znający świata doczesnego, oraz Matka Joanna – kobieta zdająca sobie sprawę z własnej przewagi nad egzorcystą. Spektakl rozgrywający się przed oczami czytelnika jest pełen niedomówień i podszeptów. Bo choć nie pada ani razu słowo miłość w znaczeniu miłość pomiędzy mężczyzną a kobietą, to jednak czyny bohaterów pozwalają wysnuć wniosek, że ksiądz Suryn zapałał gwałtowną namiętnością, którą wytłumaczył sobie jako obecność złych duchów, przez które sam dokonuje zbrodni. W lakonicznym zakończeniu utworu czytelnik dowiaduje się, że tytułowa Matka Joanna od Aniołów została ponownie opętana przez szatana, dopiero kilka lat później udało jej się „wyzdrowieć na dobre" i wieść spokojny żywot.
W 1961 roku na podstawie tego opowiadania Jerzy Kawalerowicz nakręcił głośny film o takim samym tytule.

## Adaptacje filmowe i teatralne
Film:
- 1960: Matka Joanna od Aniołów, reż. Jerzy Kawalerowicz

Teatr:
- 1965: reż. Adam Hanuszkiewicz, Teatr Telewizji
- 1977: reż. Leopold René Nowak, Teatr „Bagatela” im. Tadeusza Boya-Żeleńskiego w Krakowie
- 1993: reż. Feliks Falk, Teatr Polski we Wrocławiu
- 1995: reż. Andrzej Jarski, Teatr Polskiego Radia
- 2002: reż. Marek Fiedor, Teatr im. Jana Kochanowskiego w Opolu
- 2013: reż. Piotr Tomaszuk, Teatr im. Heleny Modrzejewskiej w Legnicy
- 2019: reż. Jan Klata Nowy Teatr w Warszawie
- 2020: reż. Wojciech Faruga Teatr Narodowy w Warszawie
- 2021: reż. Maciej Gorczyński, Teatr Barakah w Krakowie